# 熱帶風暴洛克 (2017年)
熱帶風暴洛克（英語：Tropical Storm Roke，國際編號：1707，聯合颱風警報中心：WP102017，菲律賓大氣地球物理和天文服務管理局：Fabian）是2017年太平洋颱風季第7個被命名的熱帶氣旋。「洛克」（國際音標：[ˈɹʷɔkiː]）此名乃由美國提供，是查莫罗人男性名。洛克是該年7月中下旬於南海和西北太平洋形成的連串風暴之一，於呂宋海峽發展並直趨珠江口，終成為2008年颱風鸚鵡後首個登陸香港的熱帶氣旋；但由於洛克的風力結構不均勻，其西南環流沒有達到烈風程度，香港天文台為其發出的八號熱帶氣旋警告信號淪為歷來風勢最弱的一個。

## 發展過程
強烈熱帶風暴塔拉斯消散後，西北太平洋及南海的低壓區活動變得更頻繁，歐洲中期天氣預報中心於7月18日預報在南海將會有熱帶氣旋發展，但一直反覆改變，至隨後兩三日確定為有兩個熱帶氣旋同時活躍於南海北部。其中位置較東的系統在7月21日於呂宋東面海域形成，日本氣象廳同日早上8時將其升格為熱帶低氣壓，個半小時後聯合颱風警報中心發佈熱帶氣旋形成警報，並在翌日凌晨5時將該系統升格為熱帶低氣壓，給予熱帶氣旋編號09W。由於垂直風切變微弱，加上達攝氏30度的炎熱海水供應能量，同時西南季候風轉趨活躍，供應大量水汽，該熱帶低氣壓在7月22日日間有對流爆發、螺旋性明顯增加，日本氣象廳在沒有發出烈風警報的情況下，於當日下午3時10分把該熱帶低氣壓直接升格為熱帶風暴，並命名為洛克，給予國際編號1707。香港天文台隨即在下午3時25分表示「位於南海東北部的低壓區已增強為熱帶低氣壓，並命名為洛克」。此時的洛克已經在副熱帶高壓脊引導下，以時速25公里向西北偏西移動，橫過呂宋海峽，進入南海東北部。
多個官方氣象部門，包括日本氣象廳、中國國家氣象中心、香港天文台、澳門地球物理暨氣象局和聯合颱風警報中心，均預測洛克快速移向珠江口一帶，翌日旋即在香港東面近距離登陸；不過臨近午夜，中國國家氣象中心把預報路線稍微向南調整至掠過香港，香港天文台在23日凌晨跟隨，並因應洛克移入其雷達圖範圍後開始呈現較佳的結構，於凌晨2時25分把洛克升為熱帶風暴。當日早上洛克繼續以西或西北偏西路徑直逼香港，最終香港天文台宣佈洛克於上午9時40分左右在西貢東郊野公園鹹田灣登陸，而中國國家氣象中心公佈的登陸時間則比香港天文台遲10分鐘。之後洛克移入深圳，再橫過珠江口上空，其結構被陸地破壞，中心附近對流減弱，香港天文台在下午1時45分把洛克降為熱帶低氣壓，6小時後再於晚上7時45分把洛克降為低壓區；而日本氣象廳亦在下午2時10分把洛克降為熱帶低氣壓，並在下一張天氣圖中表示已消散。中國國家氣象中心在2018年5月1日發佈的「2017年熱帶氣旋最佳路徑數據」中，把洛克的接近中心最高持續風速從每秒21米（每小時75公里）稍微下調至每秒20米（每小時70公里），並把洛克的中心氣壓上調至995百帕斯卡。

## 影響

### 臺灣
當地發佈之熱帶氣旋警特報：熱帶性低氣壓特報
交通部中央氣象局在7月21日下午3時53分發布熱帶性低氣壓特報，當時洛克位於鵝鑾鼻之東南約550公里。洛克帶來強勁風浪，使得墾丁海岸線封閉，禁止遊客下水。隨後由於洛克橫過呂宋海峽，移入南海東北部並逐漸遠離，中央氣象局在22日下午2時50分解除熱帶性低氣壓特報，當時洛克位於鵝鑾鼻之西南西約200公里。

### 香港
- 當地發出之最高熱帶氣旋警告信號： 八號西北烈風或暴風信號
- 最接近當地時間：2017年7月23日上午10時[10]
- 最接近當地位置：香港天文台總部之東北約25公里（掠過香港境內）[10][16]

#### 初期監察
由於電腦數值預報顯示可能有兩個熱帶氣旋影響南海北部，香港天文台在7月21日下午1時正發出「特別天氣提示」，指南海北部的熱帶低氣壓會移向海南，而呂宋海峽的低壓區則穩定向偏西移動，會在23日靠近廣東沿岸和帶來狂風驟雨。隨著呂宋海峽的低壓區增強為熱帶低氣壓，並命名為洛克，天文台在22日下午3時40分發出一號戒備信號，當時洛克集結在香港之東南偏東約460公里。天文台表示洛克環流細小，當晚發出三號熱帶氣旋警告信號機會不大，但翌日（23日）發出更高信號的可能性需視乎洛克的強度變化及最接近香港距離。隨著洛克傍晚增強為熱帶風暴並逐漸逼近，天文台在晚上8時45分表示午夜後考慮是否需要發出三號信號，2小時後改為次日早上六時前考慮發出三號信號。由於洛克繼續迫近，天文台在23日凌晨2時25分表示一兩小時內發出三號信號，並在凌晨3時40分發出三號強風信號，當時洛克集結在香港之東南偏東約150公里。天文台表示，洛克繼續穩定移向珠江口一帶，預料在早上移入距離香港100公里範圍，天文台會密切留意洛克的動向，考慮是否需要發出更高熱帶氣旋警告信號，到早上6時45分因應洛克開始正面吹襲香港，而表示考慮上午10時前發出八號信號。

#### 掠過境內卻風平浪靜
隨着洛克開始正面吹襲香港，並可能在香港境內掠過，天文台在早上7時20分發出「熱帶氣旋之特別報告」，宣佈預計在上午9時20分或之前發出八號熱帶氣旋警告信號。天文台在上午9時20分發出八號西北烈風或暴風信號，當時洛克集結在天文台總部之東北偏東約35公里。天文台警告，洛克即將登陸香港東部，原先的西北風會急速轉為東南風，先前受屏蔽地方將變得當風。洛克於上午9時40分左右登陸西貢東郊野公園，是自2008年颱風鸚鵡後，接近9年以來首個登陸香港的熱帶氣旋。洛克掠過西貢後以偏西北路徑橫過香港東北部，並於上午10時最接近天文台總部，在天文台總部之東北約25公里掠過。洛克於10時半移入深圳，此時香港普遍轉吹南至西南風。但由於風力微弱，天文台放棄改發八號西南烈風或暴風信號，反而在上午11時45分表示考慮在下午2時前改發三號信號。由於轉吹偏南風後風力仍然微弱，隨著洛克移離香港境內，八號信號只生效4小時，天文台在下午1時20分改發三號強風信號，當時洛克移至天文台總部之西北約70公里。天文台預料洛克威脅解除時，會取消所有熱帶氣旋警告信號。其後洛克減弱為熱帶低氣壓並進一步遠離，但離岸風勢不跌反升，天文台未能取消所有信號。三號信號維持不足2小時，天文台在下午3時10分改發一號戒備信號，當時洛克集結在天文台總部之西北偏西約100公里。入夜後離岸風勢回落，天文台在晚上7時40分取消所有熱帶氣旋警告信號，當時洛克位於香港之西北偏西約190公里，減弱為低壓區。縱使洛克迅速消散，與它殘餘的雷雨帶接連影響香港。天文台於晚上10時半發出黃色暴雨警告信號，至翌日凌晨12時45分。23日天文台總部共錄得46.5毫米雨量。
截至7月23日下午1時20分，政府共收到兩宗塌樹報告。民政事務總署表示，共有92人於風暴期間入住臨時庇護中心。政府沒有收到水浸、山泥傾瀉報告或市民受傷到公立醫院求醫報告。機管局表示截至晚上9時抵港客機有238班延誤，離港有317班延誤，並有4班抵港客機及8班離港客機要取消。正在香港舉行的世界女排大獎賽一度改為閉門作賽，不安排觀眾入場；香港書展就需要順延開放時間。而與2016年颱風妮妲相似的是，由於適逢手機遊戲Pokémon Go推出特別項目，很多市民一直忽視天文台作出的警告，甚至有市民在八號信號下仍然出外玩Pokémon Go。

#### 最弱八號
洛克中心風力僅僅達烈風程度，且烈風範圍集中於洛克中心的東北面（塔門一度測得烈風程度的陣風，但非常短暫），而西南面的風力則異常弱。洛克登陸香港東部後明顯減弱，並快速以偏西北路徑掠過香港東北部，移入深圳，香港大部份地區只受洛克較弱的西南環流影響，導致香港風向轉為西南甚至東南後風力仍只達和緩至清勁水平，因此全港各自動氣象站均無錄得烈風，包括8個參考自動氣象站在內的大部份氣象站亦未有錄得強風，不論三號還是八號信號均完全不達標。風暴期間，長洲及流浮山錄得每小時37及36公里的最高10分鐘平均風速，而西貢及機場錄得最高10分鐘平均風速為每小時31公里，與強風下限的每小時41公里仍有一定距離，當中除流浮山外其餘三站的最高風力更是在取代八號信號後的三號甚至一號信號期間才錄得，實測風力比2年前8個參考自動氣象站均未錄得烈風且同樣三號信號亦不達標的颱風蓮花，甚至8年前8個參考自動氣象站均未有錄得強風的2009年熱帶風暴浪卡更弱，不但成為歷來風勢最弱的八號信號，也是繼2001年颱風百合以來的最弱三號信號。8個參考自動氣象站沒有任何一站錄得強風，反映香港境內風勢微弱，若非洛克以熱帶風暴下限正面吹襲，根本不必發出三號及八號信號。
就八號信號生效期間風力微弱，天文台於當天下午召開新聞發佈會時指出，當日凌晨洛克中心右方的氣象浮標、船隻以及位於其中心附近的石油平台均錄得烈風，證明洛克加強為熱帶風暴，而洛克於登陸香港前，大鹏半岛亦持續受烈風影響，加上即將於香港登陸，基於安全理由必須發出八號信號，且若再來一次都會維持此決定。在香港地下天文台Facebook專頁上，網民普遍表示理解天文台發出八號信號，因洛克為一個熱帶風暴且其登陸香港，加上實測數據證明東北面環流有烈風風力，支持天文台以市民安全為第一的決定，且指出如果發生在星期一至六的主流上班時間，天文台可能會如2016年颱風海馬襲港時那般提早發出八號信號。然而亦有部份市民批評天文台過份憂慮，忽略洛克風力結構不均，其西南環流沒有達到烈風程度和香港地形屏蔽作用，即使烈風範圍覆蓋香港，如果在東面登陸，香港受地形屏蔽影響下，海平面風力未必能達烈風程度，要在西面登陸，不受香港地形屏蔽影響下才能為海平面帶來烈風，部份市民亦質疑當日即使是星期日，天文台亦沒有如2016年颱風海馬襲港時那般提早發出八號信號，證明天文台要有足夠把握必定吹烈風才有空間提早發出八號信號，顯示天文台當日沒有足夠把握香港必定吹烈風，如果當日是星期一至六的主流上班時間，天文台會否仍如新聞發佈會所言，重做多少次都照樣發出八號信號。

### 澳門
當地懸掛之最高熱帶氣旋信號： 一號風球
澳門地球物理暨氣象局在7月22日下午5時半懸掛一號風球，其後在晚上9時50分表示晚間改掛較高風球機會不大，當時洛克集結在澳門以東約450公里，以時速25公里的速度向西北偏西移動。氣象局表示由於洛克的環流較小，翌日（23日）澳門的風力會因應洛克的移動路徑及強度發展有很大的差異，呼籲市民留意最新風暴消息。
氣象局在7月23日凌晨3時45分表示視乎情況考慮在早上懸掛三號風球，及後在上午9時45分表示視乎情況考慮在下午改掛三號風球。最終因洛克移動路徑較預期偏北，澳門風力未達強風程度及登陸香港後迅速減弱而沒有懸掛三號風球，使港澳兩地發出的最高熱帶氣旋警告繼2009年颱風莫拉菲後再度出現2級差距。氣象局在晚上8時45分除下所有風球。

### 中國大陸
当地发布之最高台风预警信号： 颱風藍色預警信號
中國國家氣象中心在22日下午6時發布颱風藍色預警信號，當時位於深圳東南東方485公里，並在隔日下午5時停止編號，但仍對熱帶風暴桑卡發布颱風藍色預警信號。

#### 廣東
全省发布之最高台风预警信号： 颱風黃色預警信號
深圳市氣象台於7月22日晚上6時正發出颱風藍色預警，9時半改發颱風黃色預警。西涌基地录得全市最大阵风33.6m/s（121km/h，12级）。風暴影響深圳期間，一名30多歲女子於7月22日下午3時許在較場尾海域游泳時被大浪捲走，翌晨發現遺體，事發時深圳市氣象台正發出颱風白色預警信號。

## 熱帶氣旋警告使用紀錄

### 臺灣
| 交通部中央氣象局 天氣特報 | 交通部中央氣象局 天氣特報 | 交通部中央氣象局 天氣特報 |
| ------------------------- | ------------------------- | ------------------------- |
| 上一熱帶氣旋              | 熱帶性低氣壓特報          | 下一熱帶氣旋              |
| 熱帶性低氣壓91W           | 熱帶性低氣壓特報          | 中度颱風天鴿              |

### 菲律賓
| 菲律賓大氣地球物理和天文服務管理局 風暴信號 | 菲律賓大氣地球物理和天文服務管理局 風暴信號 | 菲律賓大氣地球物理和天文服務管理局 風暴信號 |
| ------------------------------------------- | ------------------------------------------- | ------------------------------------------- |
| 上一熱帶氣旋                                | 一號風暴信號                                | 下一熱帶氣旋                                |
| 熱帶低氣壓克里辛                            | 一號風暴信號                                | 颱風納沙                                    |

### 香港
| 香港天文台 熱帶氣旋警告信號 | 香港天文台 熱帶氣旋警告信號 | 香港天文台 熱帶氣旋警告信號 |
| --------------------------- | --------------------------- | --------------------------- |
| 上一熱帶氣旋                | 一號戒備信號                | 下一熱帶氣旋                |
| 強烈熱帶風暴苗柏            | 一號戒備信號                | 超強颱風天鴿                |
| 強烈熱帶風暴苗柏            | 三號強風信號                | 超強颱風天鴿                |
| 強烈熱帶風暴苗柏            | 八號西北烈風或暴風信號      | 強烈熱帶風暴尼格            |
| 強烈熱帶風暴苗柏            | 八號烈風或暴風信號          | 超強颱風天鴿                |

### 澳門
| 地球物理暨氣象局 熱帶氣旋信號 | 地球物理暨氣象局 熱帶氣旋信號 | 地球物理暨氣象局 熱帶氣旋信號 |
| ----------------------------- | ----------------------------- | ----------------------------- |
| 上一熱帶氣旋                  | 一號風球                      | 下一熱帶氣旋                  |
| 強烈熱帶風暴苗柏              | 一號風球                      | 超強颱風天鴿                  |

### 中國大陸
| 國家氣象中心 颱風預警信號 | 國家氣象中心 颱風預警信號 | 國家氣象中心 颱風預警信號 |
| ------------------------- | ------------------------- | ------------------------- |
| 上一熱帶氣旋              | 颱風藍色預警信號          | 下一熱帶氣旋              |
| 強熱帶風暴塔拉斯          | 颱風藍色預警信號          | 颱風納沙                  |

## 外部連結
| 太平洋颱風季             |
| 主題頁 - 專題 - 編輯指南 |

- （英文）颱風2000：各氣象部門對洛克的預測路徑集合 （页面存档备份，存于）
- （英文）美國太空總署：相關資料 （页面存档备份，存于）
- （日語）日本氣象廳：數位颱風網資料（日文版 （页面存档备份，存于）、英文版 （页面存档备份，存于））、1707最佳路徑數據（日文版 （页面存档备份，存于）、英文版 （页面存档备份，存于））、2017年熱帶氣旋最佳路徑圖（日文版 （页面存档备份，存于）、英文版 （页面存档备份，存于））、2017年熱帶氣旋最佳路徑數據 （页面存档备份，存于） （页面存档备份，存于）
- （英文）美國聯合颱風警報中心：09W最佳路徑數據 （页面存档备份，存于）、洛克最佳路徑圖 （页面存档备份，存于） （页面存档备份，存于）
- （英文）美國海軍研究實驗室：09W檔案[]
- （简体中文）中國國家氣象中心：2017年熱帶氣旋最佳路徑數據 （页面存档备份，存于）
- （繁體中文）臺灣交通部中央氣象局：颱風資料庫——洛克
- （繁體中文）香港天文台：洛克報告 （页面存档备份，存于）、2017年7月熱帶氣旋概述 （页面存档备份，存于）、2017年7月天氣回顧 （页面存档备份，存于）、《天氣隨筆：來洶洶，去匆匆》 （页面存档备份，存于）、實時天氣稿（7月22日 （页面存档备份，存于）－23日 （页面存档备份，存于））
- （繁體中文）澳門地球物理暨氣象局：2017熱帶氣旋年報：熱帶風暴洛克
- （英文）菲律賓大氣地球物理和天文管理局：熱帶氣旋發佈存檔 （页面存档备份，存于）、《2017年熱帶氣旋路徑年報》 （页面存档备份，存于）